# Полапы
Пола́пы (укр. Полапи) — село в Ровненской сельской общине Ковельского района Волынской области Украины.
До 2020 года входило в Любомльский район.
Код КОАТУУ — 0723383901. Население по переписи 2001 года составляет 1083 человека. Почтовый индекс — 44315. Телефонный код — 3377. Занимает площадь 4 км².

## История

### Вторая мировая война
В сентябре 1939, согласно Пакту Молотова—Риббентропа в Полапы пришел СССР. Во время установления советской власти в селе был организован отряд из 20 человек — местных жителей, который должен помочь Красной Армии. В январе 1940 г. был впервые создан колхоз имени Чапаева. Первая комсомольская организация была создана весной 1940 г.
22 июня 1941 года село попало под оккупацию немцев, а с 18 июня 1944 года село опять оказывается под властью СССР.
5 октября 1943 года части Армии Крайовой под командованием Казимира Филипповича-«Корда» и Владислава Черминского-«Ястреба» сжигают село и убивают 42 украинца.